# Metroón

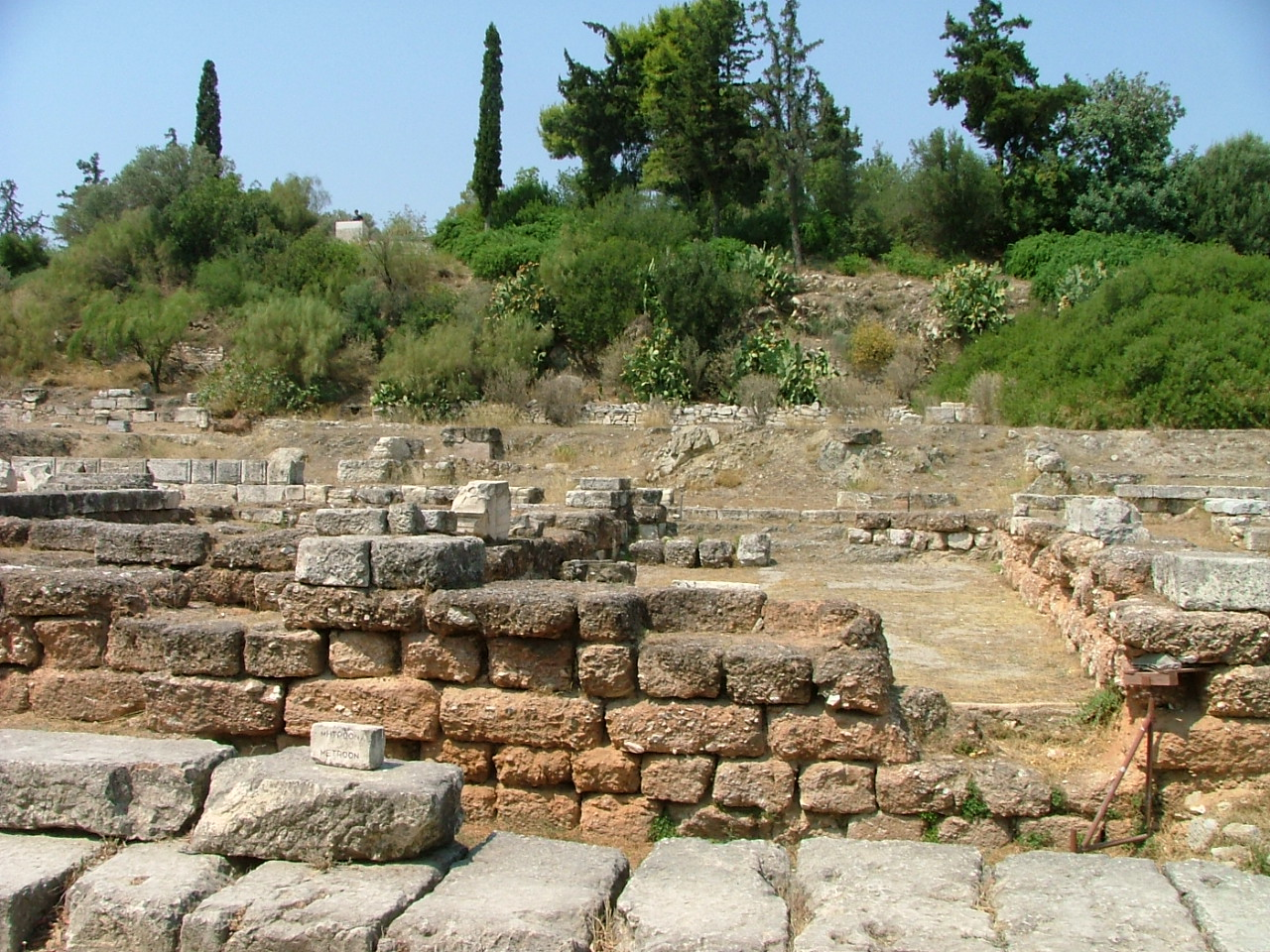
Ruinas del Metroón.

El Metroón (griego antiguo Μητρῷον) era un edificio situado en el lado oeste del Ágora de Atenas, que sirvió como santuario de la diosa Rea y como archivo del estado.

## Historia

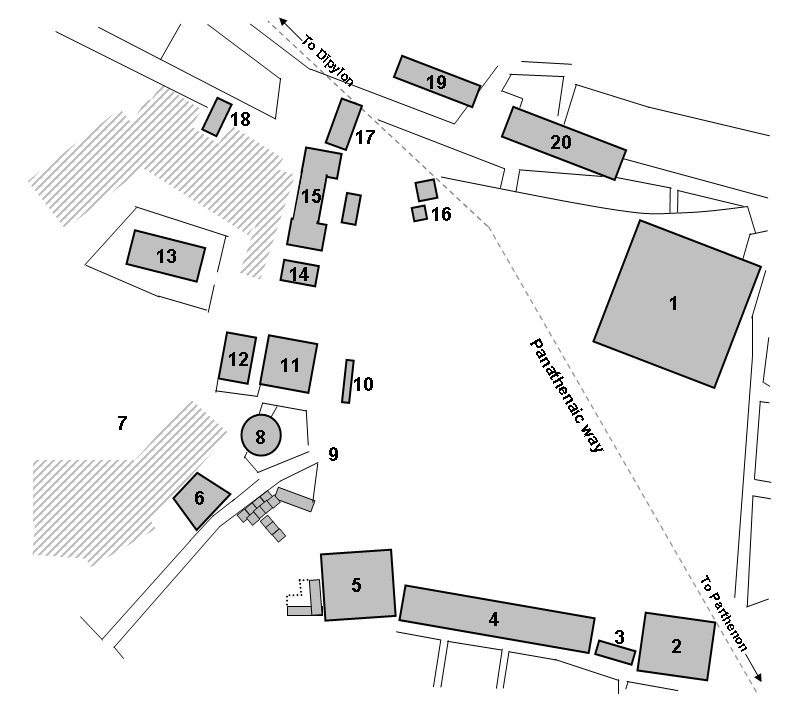
Plano del Ágora de Atenas: el Metroón es el número 11.

El Metroón original fue construido entre los años 509 y 507 a. C. El tamaño y el emplazamiento del edificio han permitido identificarlo como el antiguo Bouleterion de la época de Clístenes, donde se reunían los bouleutas y que albergaba los archivos de la polis.
Tras la construcción del Buleterio Nuevo, hacia 415 a. C., el edificio antiguo mantuvo su condición de archivo, incluso cuando la boulé ya no se reunió más allí. Es entonces cuando recibió el nombre de Metroón. En esta época cumplía dos funciones: santuario dedicado a Rea, madre de los Dioses olímpicos, y repositorio de los registros oficiales.
Hacia 140 a. C., el antiguo edificio fue remplazado por un complejo helenístico, erigido encima.

## Descripción
El Buleuterio Antiguo se presenta como un edificio prácticamente cuadrado, de 23 m de lado.
Se supone que poseía cinco soportes interiores para el techo.

Los restos actuales datan de mediados del siglo II a. C. y se superponen a trazas de edificios públicos anteriores, incluyendo el Antiguo Buleuterio. Sólo se conservan los cimientos de conglomerado rojizo y un tramo de escaleras en el lado sur.
El edificio helenístico tenía cuatro habitaciones ubicadas lado a lado, unidas por una fachada de 14 columnas jónicas, abierta hacia el Ágora en el lado este. Las dos cámaras situadas más al sur tenían el mismo tamaño. Probablemente, la segunda de ellas era el templo de Rea. La tercera cámara era un poco más grande que las dos anteriores. La cuarta cámara, al norte, era la más grande y tenía una columnata interior cuadrada de 12 columnas, con otras 2 in antis en la entrada.
Éste es el santuario mencionado por Pausanias en el siglo II.